# Fleggburgh
Fleggburgh – wieś w Anglii, w hrabstwie Norfolk, w dystrykcie Great Yarmouth. Leży 22 km na wschód od Norwich i 176 km na północny wschód od Londynu.
Miejscowość liczy 909 mieszkańców.